# Marta Continente i Gonzalo
Marta Continente i Gonzalo (Barcelona, 1955) ha estat gerent d'Innovació i Transió Digital de l'Ajuntament de Barcelona (2019-2022), responsable d'Innovació i de projectes smart cities de l'Àrea Metropolitana de Barcelona (2011-2019). És llicenciada en Ciències Econòmiques, va ser responsable d'administració electrònica, de les webs i de l'atenció ciutadana a l'Ajuntament de Barcelona i la Generalitat de Catalunya. Directora General d'Atenció Ciutadana (2004-2011) i Secretaria de Telecomunicacions i Societat de la Informació a la Generalitat (2006). A mitjans dels 90 va llançar bcn.cat, i amb els governs d'esquerres va potenciar gencat.cat. La Internet administrativa orientada al ciutadà no s'entendria a Catalunya sense la seva contribució. És una de les dones més rellevants de la xarxa catalana, i la seva veu és molt respectada al Partit dels Socialistes de Catalunya en aquesta matèria.
El novembre de 2023 fou designada membre del consell assessor de la Corporació Catalana de Mitjans Audiovisuals pel Parlament de Catalunya, a proposta conjunta de PSC, ERC, Junts i En Comú Podem.